# Christen Frederik Klinck
Christen Frederik Klinck (født 21. marts 1787 i Vordingborg, død 28. maj 1860 på gården Soli ved Horten) var en dansk, senere norsk søofficer.
Han var søn af skibsfører, færgemand Christian Frederik Klinck og hustru Christence Cathrine, blev 1799 volontør kadet i Marinen, 1803 kadet, 1807 månedsløjtnant, 1809 sekondløjtnant, men udtrådte efter Englandskrigene 1814 af dansk tjeneste for at gå over i den norske, hvor han året efter blev premierløjtnant og efterhånden avancerede til kommandørkaptajn.
I krigsårene 1807-14 gjorde Klink stadig tjeneste ved den norske sødefension og havde her gentagne gange lejlighed til at gøre sig fordelagtig bemærket. 1807 (som kadet) førte han en kanonbåd under et engelsk angreb på Christianssand. 1808 bestod han en hæderlig affære i Grævlingesund. 1811 i april angreb han med 3 kanonbåde 2 engelske kuttere i Kongshavn, skød den ene i sænk, fangede besætningen og forjog den anden. 1812 gjorde Klink tjeneste i den af kaptajn H.P. Holm kommanderede eskadre, som blev angrebet i Lyngør; samme år reddede han et russisk linjeskib fra forlis. Den 28. januar 1812 fik han Ridderkorset. Efter Norges adskillelse fra Danmark og sin ansættelse i den norske marine var Klink gentagne gange skibschef, blev adjudant hos kong Oscar, to gange endogså referent for de norske marinesager, 1851 chef for værftskorpset i Horten. 1857 erholdt han afsked og døde 28. maj 1860 på sin gård Soli ved Horten.
Klink var tre gange gift: 1. gang (1812) med Rise Kirstine Hammer (født december 1793, død 1812), datter af byfoged Hammer i Tønsberg; 2. gang (1815) med Karen Bergh (død 1830), datter af generalauditør Christopher Anker Bergh ; 3. gang (1833) med Marie Frederikke Beneke, datter af bataljonskirurg J.F. Beneke.